# Zircone
Lo zircone (simbolo IMA: Zrn) è un minerale del gruppo omonimo appartenente alla famiglia dei "silicati e germanati" con composizione chimica Zr(SiO4).
Da un punto di vista chimico è un silicato di zirconio e strutturalmente appartiene ai nesosilicati. Sono molto tipici gli alti contenuti di afnio, uranio, torio, ittrio, cerio e altri metalli delle terre rare (REE). Lo zircone forma una serie continua di soluzioni solide con il suo analogo afnio-dominante, l'hafnon, molto più raro. La reidite, inoltre, è una modificazione ad alta pressione dello zircone.
Il minerale sviluppa principalmente cristalli prismatici corti con sezione trasversale quadrata ed estremità cristalline piramidali, nonché cristalli con abito dipiramidale. I cristalli, per lo più incarniti e che crescono solo raramente, possono raggiungere dimensioni fino a 30 cm. Lo zircone si trova anche in aggregati radiali, grani irregolari, massicci e sotto forma di cristalli laminati e fortemente arrotondati. Nella sua forma pura, lo zircone è incolore e trasparente. Tuttavia, a causa delle molteplici rifrazioni della luce causate da difetti del reticolo o dalla formazione policristallina, può anche apparire bianco, sebbene raramente si trovino zirconi incolori o bianchi. A causa di varie impurità estranee, il minerale assume solitamente un colore grigio, marrone o marrone rossastro e, più raramente, giallo, verde o blu.
Gli esemplari che presentano qualità da gemma grazie alle loro dimensioni e alla loro purezza sono un popolare sostituto dei diamanti, grazie alla loro lucentezza simile a questa pietra preziosa. Lo zircone non deve essere confuso con la zirconia sintetica (formula: ZrO2, ossido di zirconio), anch'essa utilizzata come pietra preziosa e come imitazione del diamante.

## Etimologia e storia
Il nome zircone deriva dall'arabo zarqun per 'cinabro' o dal persiano زرگون ('zargun', dorato, che a sua volta deriva dalle parole 'zar' (oro) e 'gun' (colore)). Questi termini si ritrovano in una forma modificata nel gergo dei nomi, utilizzato per indicare gli zirconi luminosi.
Il nome giacinto, utilizzato fin dall'antichità, originariamente si riferiva a un minerale di colore blu o viola. Deriva dalla parola greca yάκινθος ('hyakinthos' che significa "giovinezza"): nella mitologia greca, hyakinthos era un fiore che cresceva dal sangue del giovane omonimo. Già nel 300 a.C. Teofrasto chiamò il minerale lyncurion, dal termine greco λυγκύριον. Nella sua Naturalis historia, scritta intorno al 77 d.C., Plinio il Vecchio chiamò chrysolithos un minerale probabilmente identico all'attuale zircone. Il minerale fu chiamato ancora hyacinthus da Georg Agricola nel 1546 e hyacinthe da Barthélemy Faujas de Saint-Fond nel 1772.
Jean-Baptiste Romé de L'Isle fu il primo a rappresentare la caratteristica forma cristallina dello zircone con prisma e piramide, e a distinguere tra varietà dodecaedriche colonnari-allungate e pseudorombiche. Martin Heinrich Klaproth ha sottolineato che Romé fu il primo a pensare al Jargon de Ceylan "come a un tipo speciale di pietra". Il minerale fu denominato per la prima volta zircone (silex circonius) nel 1783 da Abraham Gottlob Werner, il cui studente Christian August Siegfried Hoffmann incluse lo zircone nel suo "Handbook of Mineralogy", che scrisse basandosi sulle lezioni di Werner:
(Christian August Siegfried Hoffmann)
Nel 1789 Martin Heinrich Klaproth analizzò degli zirconi giallo-verdi e rossastri provenienti dall'allora Ceylon (oggi Sri Lanka) e scoprì in essi "una terra semplice, indipendente e finora sconosciuta", che chiamò "terra di zirconio" (terra circonia). Klaproth trovò lo stesso terreno in un 'giacinto' di Ceylon, per cui lo zircone da una parte e il giacinto dall'altra si rivelarono essere "due specie o generi di una peculiare famiglia di pietre". Fu René Just Haüy il primo a unire il giacinto e lo zircone in un unico minerale, determinandone con precisione le forme cristalline. L'elemento chimico zirconio fu isolato per la prima volta dal medico e chimico svedese Jöns Jacob Berzelius.
Non è nota una località tipo per lo zircone, pertanto non ci sono campioni tipo del minerali definiti in modo corrispondente.

## Classificazione
La classica nona edizione della sistematica dei minerali di Strunz, aggiornata dall'Associazione Mineralogica Internazionale (IMA) fino al 2009, elenca lo zircone nella classe "9. Silicati (germanati)" e nella sottoclasse "9.A Nesosilicati"; questa viene ulteriormente suddivisa in base alla coordinazione dei cationi coinvolti in modo tale da trovare lo zircone nella sezione "9.AD Nesosilicati senza anioni aggiuntivi; cationi in coordinazione [6] e/o maggiore" dove forma il sistema nº 9.AD.30 insieme a coffinite, hafnon, stetindite, thorite e thorogummite.
Tale classificazione viene mantenuta anche nell'edizione successiva, proseguita dal database "mindat.org" e chiamata Classificazione Strunz-mindat.
Nella Sistematica dei lapis (Lapis-Systematik) di Stefan Weiß lo zircone si trova nella classe dei "silicati" e nella sottoclasse dei "nesosilicati con gruppo [SiO4]4-"; qui è nella sezione dei "cationi in coordinazione cubica e ottaedrica [8+6]; gruppo dello zirconio" dove forma il sistema nº VIII/A.09 insieme ad atelisite-(Y), coffinite, hafnon, reidite, stetindite-(Ce), thorite e thorogummite.
Anche nella classificazione dei minerali secondo Dana, usata principalmente nel mondo anglosassone, lo zircone si trova nella famiglia dei "silicati"; qui è nella classe dei "nesosilicati" e nella sottoclasse dei "nesosilicati: gruppi SiO4 solo con cationi in coordinazione >[6]", dove forma il "gruppo dello zircone" con il numero di sistema 51.05.02 insieme a coffinite, hafnon, stetindite, thorite e thorogummite.

## Chimica
La formula dello zircone puro con composizione dell'elemento terminale Zr[SiO4] richiede contenuti del 67,1% in peso di ossido di zirconio (ZrO2) e del 32,9% in peso di silice (SiO2). Gli zirconi naturali contengono spesso un'ampia gamma di elementi estranei e inclusioni di altri minerali, tra cui segregazioni, inclusioni e intercrescite zonate. Gli elementi più importanti sono afnio, torio, uranio, ittrio, cerio e altri metalli delle terre rare, nonché fosforo, niobio, tantalio, alluminio, ferro e calcio. L'isotipo dello zirconio (Zr[SiO4]) e dello xenotime-(Y) (Y[PO4]) è la ragione della sostituzione accoppiata (eterovalente) di Zr4+ e Si4+ con Y3+ e P5+. Tuttavia, la maggior parte dei contenuti di ittrio a volte molto elevati non è dovuta a un'incorporazione di sostituzione di ittrio per lo zircone, ma a intercrescite zonate, a volte persino epitassiche, con il minerale xenotime.
L'afnio fu rilevato per la prima volta negli zirconi norvegesi mediante spettroscopia a raggi X dai fisici Dirk Coster e George Charles de Hevesy a Copenaghen nel 1923. È diventato rapidamente chiaro che l'afnio è sempre presente nei minerali contenenti zirconio - e quindi in tutti gli zirconi - perché gli ioni Hf4+ hanno un raggio ionico paragonabile all'omologo più leggero Zr4+ a causa della contrazione dei lantanidi e quindi si adattano perfettamente alle strutture cristalline dei composti di zirconio. Con il suo analogo afnio dominante, l'hafnon (Hf[SiO4]), lo zirconio forma quindi una serie continua di soluzioni solide. Il contenuto di biossido di afnio (HfO2) pari al 45,30% in peso e di diossido di zirconio (ZrO2) pari al 27,69% in peso caratterizza il centro della serie di soluzioni solide con la formula
{\displaystyle {\ce {(Zr_{0,50}Hf_{0,50})_{\Sigma =1,00}SiO_{4}}}}
I cristalli con contenuto di biossido di afnio superiore al 45,30% in peso sono afnoni; se il valore è inferiore al 45,30% in peso, sono zirconi. Normalmente, il contenuto di HfO2 degli zirconi è di circa l'1-1,5% in peso, il rapporto Hf/Zr è 0,02-0,04.
Nei casi estremi, lo zircone può contenere anche fino al 12% in peso di diossido di torio (ThO2) o l'1,5% in peso di octaossido di triuranio (U3O8). Una varietà di zircone contenente ittrio era chiamata ribeirite e contiene il 7,45% in peso di ossido di ittrio (Y2O3). In uno zircone grigio-verde o grigio-marrone proveniente da Hayamadake, nella prefettura di Fukushima (Giappone), è stato trovato il 10,14% in peso di ossido di ittrio.
Il contenuto a volte considerevole di uranio e torio rende lo zircone il principale vettore di radioattività nelle rocce. Tuttavia, anche lo zirconio puro è debolmente radioattivo, poiché è costituito dal 2,8% dell'isotopo 96Zr, che decade in 96Mo con un'emivita estremamente lunga di 24·1018 anni tramite doppio decadimento beta.

## Abito cristallino
Lo zircone cristallizza nel sistema tetragonale nel gruppo spaziale I41/amd (gruppo nº 141) con i parametri reticolari a = 6,61 Å e c = 5,98 Å, oltre a 4 unità di formula per cella unitaria.
La struttura dello zircone contiene tetraedri [SiO4]4- simili a isole in una cella unitaria centrata sul corpo di ioni Zr4+, con ogni ione Zr4+ circondato da otto ioni O2−. I tetraedri [SiO4]4− sono simmetrici speculari e disposti lungo assi a vite quadrupli. Questi ultimi hanno direzioni di rotazione opposte parallele a [001] attraverso il centro delle quattro celle del quarto. L'elemento strutturale principale nello zircone sono catene a zigzag di dodecaedri ZrO8 paralleli alternati e con spigoli condivisi [100], che sono collegati ai tetraedri [SiO4]4− da angoli e spigoli comuni per formare una struttura tridimensionale. Lo zircone è isotipico con xenotime-(Y), béhierite (Ta[BO4]), chernovite-(Y), hafnon, thorite e wakefieldite-(Y) così come con un certo numero di composti artificiali, vale a dire che cristallizza con la stessa struttura di questi minerali e fasi.
In alcuni zirconi, la struttura reticolare è parzialmente distrutta (metamictizzata) dall'azione di particelle radiogeniche ad alta energia (derivanti dal decadimento radioattivo degli elementi uranio e torio contenuti nello zircone); tali cristalli hanno solitamente colori più scuri, marroni. Attraverso la metamictizzazione, l'acqua può essere incorporata nel reticolo cristallino: il risultato è una notevole riduzione dell'indice di rifrazione, della densità e della durezza e a questo punto non c'è più alcuna birifrangenza. A questo proposito, gli zirconi vengono differenziati in base alle loro fasi in:
- zirconi alti (zirconi normali, cristallini),
- zirconi profondi (zirconi metamittici),
- zirconi intermedi,

le cui proprietà si trovano tra i primi due gruppi. Riscaldandoli a oltre 1000 °C, gli zirconi bassi possono ricristallizzarsi in zirconi alti.

## Proprietà

### Morfologia
Lo zircone forma quasi sempre cristalli che si sviluppano attorno al corpo del minerale, ma che raramente si insinuano al suo interno e crescono; spesso hanno una sezione trasversale quadrata e una dimensione media, per esempio nelle rocce granitoidi, tra 100 e 300 µm. Occasionalmente, tuttavia, raggiungono anche dimensioni di diversi centimetri, soprattutto nelle pegmatiti o nei placer minerali pesanti. Lo zircone più grande conosciuto fino a oggi misura 10 cm × 10 cm × 30 cm, pesa oltre 7 kg ed è stato trovato vicino a Brudenell nella provincia canadese dell'Ontario.
Nella maggior parte dei casi i cristalli di zircone terminano a entrambe le estremità. I loro rapporti lunghezza/larghezza, che riflettono la velocità di cristallizzazione, variano tra 1 e 5. Infatti, cristalli aghiformi si trovano spesso in intrusioni subvulcaniche porfiriche a cristallizzazione rapida, così come in graniti e gabbri intrusi in prossimità della superficie.
Contrariamente ai minerali dalla forma simile cassiterite e rutilo, lo zircone raramente forma geminati a forma di ginocchio con (112) come piano gemello. Tali geminati sono stati descritti nella miniera di zirconi "Meredeth Freeman" nella contea di Henderson (Carolina del Nord), così come geminati cruciformi secondo (101) e geminati simili a grani di visiera secondo (111). Tuttavia, Georges Friedel aveva già dubitato della regolarità dei geminati cruciformi nel 1904.

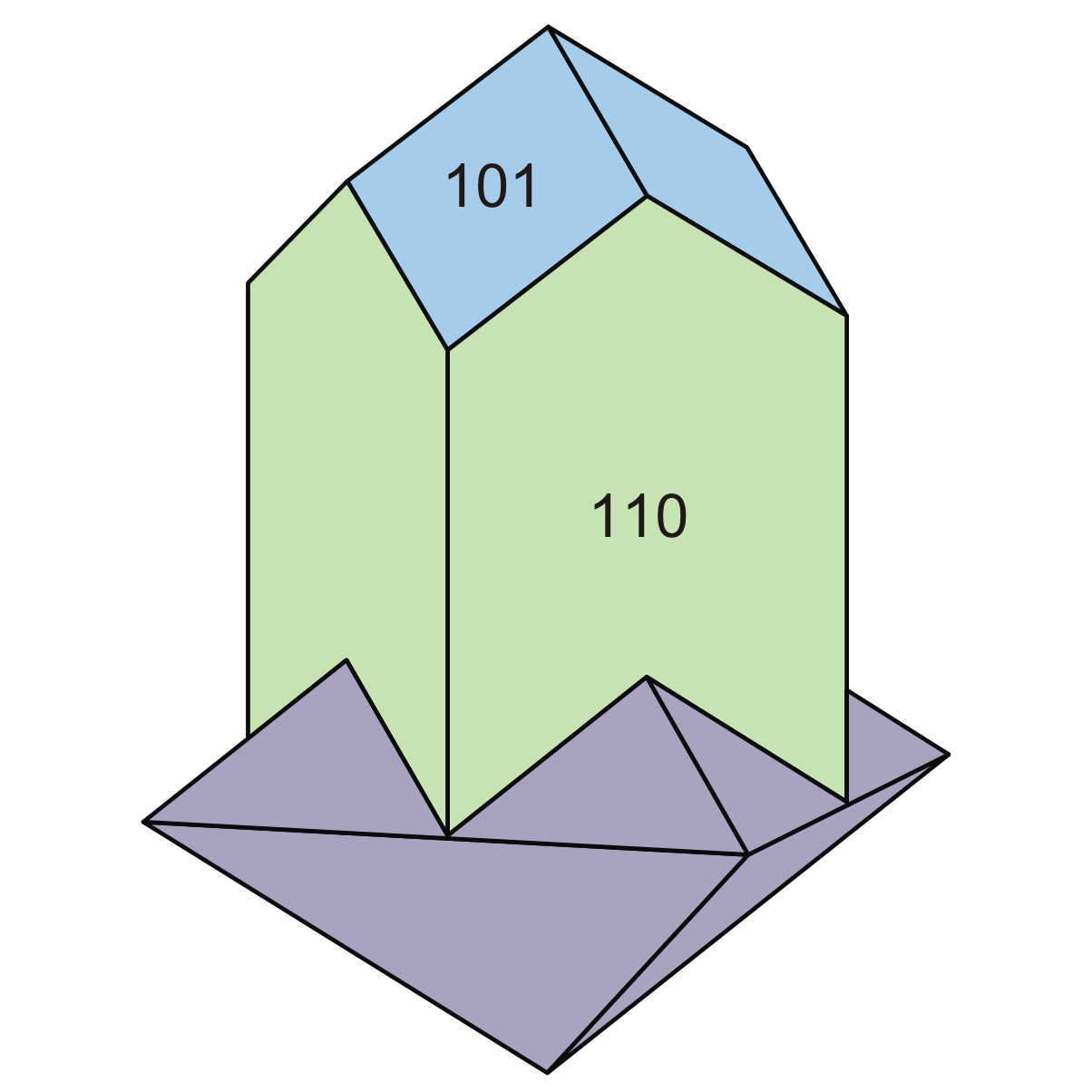
Crescita epitassica di zirconio (cristallo verde/blu) con xenotime-(Y) (cristallo viola)

Lo zircone si trova anche in aggregati a grappolo, reniformi o radiali, nonché in grani irregolari. Grazie alla sua resistenza agli agenti atmosferici, lo zircone si trova nei sedimenti disciolti e nei placer sotto forma di cristalli sciolti e arrotolati, nelle scorie e negli xenoliti associati alle rocce basaltiche e negli aggregati scheletrici e a forma di albero.
Sono caratteristiche le concrezioni con altri minerali come lo zolfo, come per esempio accade con lo xenotime-(Y), comprese le intercrescite perfettamente orientate (epitassiche). Le intercrescite con la baddeleyite sono chiamate "fave di zircone" o "caldasite". Poiché la thorite e lo zircone hanno strutture analoghe, sono possibili anche intercrescite epitassiche di zircone con thorite. Tali esemplari sono noti, tra gli altri, a Bassano Romano (provincia di Viterbo, Lazio), dalla cava di "San Vito" non lontano da Ercolano (provincia di Napoli, Campania), entrambi in Italia, nonché dai materiali espulsi dal vulcano Laacher See nel Vulkaneifel.

### Caratteristiche chimico-fisiche
Nella sua forma pura, lo zircone è incolore e cristallino. A causa delle molteplici rifrazioni della luce causate da difetti del reticolo o dalla formazione policristallina, può anche essere bianco traslucido e, a causa di impurità estranee, assumere un colore marrone e rosso-marrone, o più raramente giallo, verde o blu. Il colore dello striscio dello zircone, tuttavia, è sempre bianco. Le superfici dei cristalli trasparenti e opachi presentano una forte lucentezza simile al vetro o al diamante su tutte le superfici, ma una lucentezza grassa sulle superfici di frattura. Alcuni zirconi presentano anche un effetto di gatteggiamento.
Lo zircone ha una scissione molto imperfetta secondo {100}, ma a causa della sua fragilità si rompe in modo simile al quarzo, con superfici di frattura concoidi. Con una durezza Mohs pari a 7,5, lo zircone è uno dei minerali duri, collocandosi quindi tra i minerali di riferimento quarzo (durezza 7) e topazio (durezza 8). La densità misurata per lo zircone è compresa tra 4,6 e 4,7 g/cm³ a seconda dell'autore, la densità calcolata è 4,714 g/cm³. Durante la metamictizzazione, la densità del minerale scende a valori compresi tra 3,9 e 4,2 g/cm³ ("zirconi a bassa densità").
A pressione normale, lo zirconio è stabile fino a una temperatura di 1676 °C. Al di sopra di questo livello, si decompone in diossido di zirconio (tetragonale) (ZrO2) e silice (SiO2).
Da 1689 °C in poi, si forma una massa fusa ricca di SiO2 (~95 moli-% SiO2), che diventa sempre più ricca di diossido di zirconio con l'aumentare delle temperature.
Nella sezione sottile, lo zircone è incolore o marrone chiaro e mostra un significativo pleocroismo nei grani fortemente colorati. Ad esempio, è stato osservato un pleocroismo da ω = marrone chiodo di garofano a ε = verde asparago su grani grigio-perla-brunastri, un pleocroismo da ω = blu grigio-violetto a ε = verde grigio-oliva su grani marrone chiodo di garofano pallido e un pleocroismo da ω = blu pallido a ε = giallo pallido su grani bianco-giallastri. Il minerale è caratterizzato da un'elevata rifrazione della luce (forte rilievo con bordo scuro) e da un'elevata birifrangenza (δ = da 0,044 a 0,055) con vivaci colori di interferenza rosso, blu e verde. Gli zirconi metamictici possono essere biassiali anomali, mostrando angoli assiali di 2V = 10°, mentre la loro birifrangenza diminuisce fino a valori di δ = 0,000. Altre caratteristiche includono la struttura zonale spesso presente e gli aloni pleocroici, che sono meglio riconoscibili quando lo zircone si presenta come inclusione in minerali colorati come la biotite e la tormalina. Nello zircone stesso sono state osservate inclusioni di apatite, monazite, xenotime-(Y), rutilo, ematite, ilmenite, magnetite, cassiterite, quarzo e vetro vulcanico, che causano sempre un certo grado di torbidità (colorazione grigia).
Davanti al cannello a soffiatura, anche in un flusso di aria calda, lo zirconio non fonde. Con l'ossigeno diventa bianco senza sciogliersi; solo con l'ossigeno riscaldato si forma sulla superficie uno smalto bianco. Quest'ultimo fenomeno si verifica anche quando lo zirconio inizia a fondersi quando viene riscaldato nel flusso di ossidrogeno. Lo zircone non viene attaccato in modo evidente dal sale di fosforo. Se la polvere viene sciolta con potassa caustica (o con soda su un filo di platino) e poi fatta bollire con acido cloridrico (HCl), la carta di curcuma si colora di arancione grazie al liquido acido diluito (reazione allo zirconio). Se la soluzione di acido cloridrico viene concentrata fino alla cristallizzazione e poi fatta bollire con una soluzione satura di solfato di potassio, si forma un precipitato bianco di ossido di zirconio(IV). Lo zircone è insolubile negli acidi, ma viene attaccato solo dall'acido solforico concentrato (H2SO4) nella forma di polvere più fine; è leggermente solubile in acido fluoridrico (HF) concentrato e caldo. Lo zircone può essere estratto mediante fusione con carbonati alcalini e disolfato di potassio (K2S2O7), nonché altri disolfati, ma soprattutto con fluoruro di potassio e acido fluoridrico-fluoruro di potassio.
Per ricottura – a seconda del trattamento nella fiamma di ossidazione o di riduzione – a volte si produce un colore più scuro, e i cristalli a volte vengono decolorati. Alcuni cristalli di zircone mostrano termoluminescenza specialmente nel caso di cristalli trasparenti più chiari, per i quali anche un "riscaldamento molto delicato" produce una luce verde brillante o intensa, con la fosforescenza che dura da due a tre minuti. Lo zircone può anche presentare catodoluminescenza così come fluorescenza gialla, giallo-arancione fino al verde-arancione nella luce ultravioletta a onde corte (254 nm). Ciò è causato da difetti cristallini indotti dalle radiazioni e dall'incorporazione di (UO2)2+ (ione uranile) come impurità, o ioni disprosio (Dy3+), erbio (Er3+), neodimio (Nd3+) e itterbio (Yb3+). I difetti del reticolo causati dall'irradiazione possono "guarire" tramite riscaldamento; a volte è sufficiente la luce solare, che però comporta la perdita della colorazione causata da questo difetto. Di conseguenza, il colore cambia (rimane solo la colorazione causata da difetti stabili come gli ioni estranei) o scompare completamente.

## Modificazioni e varietà
In passato, vari zirconi ricchi di elementi di terre rare (REE) venivano descritti con nomi propri. Tra questi troviamo l'alvite, l'agatalite, la naëgite, la nogizawalite, l'oyamalite e la yamaguchilite. I minerali fortemente metamictici provengono principalmente dai graniti e dalle pegmatiti granitiche del Giappone. È stato dimostrato che queste "varietà" di zirconio sono in realtà intercrescite (zonate) di zirconio e xenotime-(Y), occasionalmente anche in perfetto orientamento epitassico. Si sono formati molto probabilmente grazie all'azione di soluzioni idrotermali arricchite di ittrio, fosforo e terre rare su zirconi metamictici. Nell'alvite, le intercrescite con cristalli di xenotime-(Y) di dimensioni fino a 0,1 mm sono relativamente grossolane. Nell'agatalite e nella yamaguchilite i domini xenotime sono più piccoli e più rari, mentre nell'oyamalite e nella naëgite non sono riconoscibili affatto confini di fase discreti.
- L'alvite è uno zircone proveniente da Kragerø (in Norvegia), contenente fino al 16% di biossido di afnio (HfO2), oltre a torio e terre rare. Successivamente, questo nome è stato utilizzato per gli zirconi metamictici ricchi di afnio provenienti da pegmatiti di granito.[6][42]
- L'anderbergite è uno zircone alterato e cristallino pseudododecaedrico proveniente da Ytterby (in Svezia), che Christian Wilhelm Blomstrand ha chiamato così in onore del farmacista ed esperto di minerali C.W. Anderberg. Questa varietà di zircone è stata descritta da Adolf Erik Nordenskiöld. L'anderbergite è stata trovata cresciuta con fergusonite e xenotime su piastre di mica nera e si è rivelata essere un silicato di zirconio idrato simile alla cyrtolite con calcio e REE.[43][44][45]
- L'auerbachite deve il suo nome allo scienziato russo dottor Auerbach a Mosca. Hans Rudolph Hermann descrisse i cristalli incastonati nell'ardesia silicea proveniente dall'area attorno al villaggio dell'Anatolia presso "Hutor Masurenki" non lontano da Mariupol' (Ucraina).[46]
- L'azorite era il nome dato a uno zircone con un habitus estremamente dipiramidale nella sanidinite di São Miguel nelle Azzorre.[33]
- Caldasite è il nome di una miscela di baddeleyite e zircone originariamente nota come "zircon favas" ("fagioli di zircone"). Questi provengono dal massiccio di Poços de Caldas nel Brasile meridionale, che è considerato minerale di zirconio contenente uranio a causa del suo contenuto medio superiore al 60% di ossido di zirconio e 0,3% octaossido di triuranio.[47]
- Caliptolite è il nome scelto da Charles Upham Shepard per un minuscolo zircone cristallino proveniente dalla località di Haddam (Connecticut, Stati Uniti).[48]
- La cyrtolite (anche kyrtolite, dal greco κυρτός per "storto" a causa delle superfici piramidali curve)[49]. è il nome dato da William J. Knowlton a uno zircone dal granito di Rockport (Massachusetts, Stati Uniti).[50]
- L'engelhardite è un cristallo incolore o bianco-giallastro, trasparente e con lucentezza adamantina, di dimensioni fino a 12 mm, proveniente dai giacimenti auriferi vicino a Tomsk.[33]
- Ancora oggi, le varietà di zircone giallo e giallo-rosso fino al bruno-rossastro vengono chiamate giacinti[9][51]
- Jargon è una varietà di zircone dal giallo paglierino quasi incolore.[9]
- Malakon, dal greco μαλακός ('malakos', morbido), è il nome dato da Theodor Scheerer a uno zircone opaco e isotropizzato descritto per la prima volta dall'isola di Hidra (precedentemente Hitterø) in Norvegia.[52]
- La naëgite è una varietà di zircone completamente metamictizzata, ricca di itterbio-torio-uranio, proveniente dal distretto pegmatitico di Naegi (Giappone).[3][25] Una varietà simile è l'hagatalite, che contiene niobio, tantalio, torio e terre rare, ma a differenza della naëgite è più ricca di REE e più povera di zirconio.[53]
- Nogizawalite è il nome dato da Teikichi Kawai a una miscela di xenotime e zircone.[54]
- L'oerstedtite è uno zircone metamictico, prevalentemente adagiato su cristalli di augite, proveniente da Arendal, Aust-Agder, Norvegia. Johann Georg Forchhammer diede il nome alla varietà in onore di Hans Christian Ørsted, fisico e chimico danese.[55]
- L'ostranite è stata chiamata così da Johann Friedrich August Breithaupt in onore della dea germanica della primavera Ostra ed è uno zircone alterato che probabilmente proviene da Arendal, (nel Sørlandet, in Norvegia).[56]
- Policrasilite, derivato dal greco πολύς per "molti" e κρᾶσις per "miscela", è il nome scelto da Eduard Linnemann per gli zirconi della Carolina del Nord (Stati Uniti), a causa del gran numero di elementi in essi rilevati spettroscopicamente (stagno, piombo, rame, bismuto, zirconio, alluminio, ferro, cobalto, manganese, zinco, magnesio, erbio, calcio, sodio e litio).
- La ribeirite è uno zircone estremamente ricco di ittrio proveniente da Macarani (Bahia, Brasile), che prende il nome dal professore di mineralogia Joaquim Costa Ribeiro.[24]
- Nils Johan Berlin ha chiamato tachiafaltite i cristalli bruno-rossastri scuri presenti nelle "precipitazioni granitiche nello gneiss vicino a Kragerø". Il nome è stato scelto dalle parole greche ταχύ per "veloce" e ἄφαλτος per "saltare giù", perché i cristalli saltano fuori facilmente quando la roccia si rompe.[57]
- La yamaguchilite (anche yamazuchilite o yamagulite) è uno zircone contenente REE o ricco di REE e fosforo con il 4-5% in peso di anidride fosforica (P2O5) proveniente da Yamaguchi vicino a Kiso (Giappone).[6][58]

## Origine e giacitura
Lo zircone è una delle prime formazioni minerali sulla Terra e sulla Luna. I cristalli di zircone più antichi conosciuti hanno fino a 4,4 miliardi di anni. Come minerale accessorio microscopicamente piccolo, è presente in varie rocce ignee praticamente in tutto il mondo. Come prodotto primario di cristallizzazione, è un componente delle rocce magmatiche come graniti, sieniti e sieniti alcaline, e soprattutto delle loro pegmatiti, nonché delle rocce vulcaniche. I grandi cristalli singoli si trovano principalmente nelle sieniti nefeliniche pegmatitiche. Nelle rocce metamorfiche (scisti cristallini), lo zircone si presenta come un componente minore sotto forma di cristalli e grani ereditati dai reagenti. Cristalli molto grandi e geminati sono noti da Brudenell (nella contea di Renfrew, Ontario, Canada).
Grazie alla sua resistenza all'azione degli agenti atmosferici chimici e meccanici, lo zircone si trova anche nelle rocce sedimentarie e nella forma detritica, ovvero zirconi esposti, trasportati e depositati dalla struttura rocciosa a causa dell'erosione. Gli zirconi arricchiti in questo modo si trovano anche nei placer, alcuni dei quali raggiungono dimensioni rilevanti per il deposito. Inoltre, lo zircone si trova anche nelle fratture di tipo alpino e negli espulsi sanidinici vulcanici.
Le analisi della forma e della formazione della superficie cristallina degli zirconi consentono di trarre conclusioni sulle condizioni di formazione e sull'ulteriore sviluppo degli zirconi. Già negli anni '50 si riteneva che la morfologia dello zircone, in quanto cristallizzato precoce, riflettesse le condizioni fisico-chimiche esistenti al momento della sua cristallizzazione. Questi fattori fisico-chimici includono la composizione chimica e la viscosità del magma, così come la tensione superficiale dei cristalli rispetto alla massa fusa e la velocità di sottoraffreddamento della massa fusa. Da ciò, Jean-Pierre Pupin sviluppò la teoria secondo cui nelle fusioni granitiche il rapporto dimensionale relativo dei due prismi più comuni di zircone – {100} e {110} – è controllato dalla temperatura e che la formazione di questi due prismi può quindi essere utilizzata come geotermometro per la temperatura di formazione della rispettiva roccia granitica. D'altra parte, è controverso che la formazione delle superfici prismatiche sia controllata dalla temperatura del magma e quindi la morfologia dei cristalli di zircone può essere considerata come un geotermometro. Piuttosto, la formazione delle forme superficiali {100} e {110} dei cristalli di zircone è influenzata principalmente dalle condizioni chimiche. Ad esempio, l'aumento del contenuto di uranio e/o torio in una fusione granitica compromette o impedisce la crescita di {100} a favore di {110}, dando origine a cristalli con morfologie dominate dal prisma {110}.
I minerali tipici che accompagnano lo zircone sono – a seconda della roccia madre (qui nel senso di roccia che contiene minerali utilizzabili o pietre preziose) – feldspati (albite e microclino), anfiboli, mica (muscovite, biotite, flogopite e vermiculite) e quarzo. Nei placer, il minerale si trova spesso con altri minerali pesanti stabili come tormalina, topazio, cassiterite, cianite, sillimanite, corindone, granato, spinello e occasionalmente oro. Depositi di placer ricchi di zircone vengono estratti in India, negli Stati Uniti, in Australia, nello Sri Lanka e in Sudafrica.
Come formazione minerale comune, lo zircone è stato descritto in circa 5100 località. Tuttavia, non è definita una località tipo per il minerale. Dato il gran numero di luoghi in cui è stato trovato lo zircone, qui possono essere menzionate solo alcune località, che producono principalmente cristalli di grandi dimensioni.

### Europa
In Italia, zirconi con cristalli fino a 1 cm di dimensioni sono stati trovati nella "Burgumer Alpe" nella Val di Vizze, in Trentino-Alto Adige. Inoltre, il minerale è stato rinvenuto in località "Le Prese" (Sondalo, in Valtellina; Lombardia), e dalla cava "Cave dell'Acqua" ad ovest di Figline di Prato (Toscana).
Gli zirconi meglio formati in Germania provengono da espulsi e xenoliti dell'area vulcanica dell'Eifel, nella Renania-Palatinato. Cristalli rossi lunghi fino a 3 cm sono stati ottenuti dalla lava solidificata nei pressi di Niedermendig. Espulsi sanidinici vulcanici dalla zona di Laacher See, producono zirconi che sono di un rosa fresco, ma solitamente sbiadiscono in toni incolori o grigio-bianchi. Gli zirconi provenienti dalla cava di "Caspar", situata nei pressi di Ettringen (non lontano da Mayen), presentano una chiara crescita scheletrica con una formazione che va da quella a pennello a quella ad albero. Nel "Seufzergründel" vicino a Hinterhermsdorf nella Svizzera sassone, 15 km a sud-est di Sebnitz, cristalli di zircone fino a 10 mm di dimensioni sono stati lavati dai placer in un flusso contenente minerali pesanti almeno dal 1546.Georg Agricola scrive:
(Georg Agricola)
I ritrovamenti di placer nel fiume Göltzsch nel Vogtland sassone e in alcuni dei suoi affluenti hanno portato alla scoperta degli zirconi di pietra preziosa più grandi e di qualità più elevata in Europa dal 1994 in poi. Provengono da un camino kimberlitico con un diametro di circa 1 km nei pressi di Ebersbrunn, a sud-ovest di Zwickau. Gli zirconi sfaccettati e impeccabili di questi saponi raggiungono dimensioni fino a 1,7 cm e pesano fino a 11 ct. Lo zircone sfaccettato più grande di questa zona è stato tagliato da una pietra grezza di colore rosso-marrone, delle dimensioni di 2 cm × 1,6 cm e del peso di 10,2 g. Lo "zircone di Göltzsch" più grande misurava 4,4 cm × 3,6 cm × 3,8 cm e pesava 120 g, ma non era lucidato. Si ritiene che tali zirconi avessero bordi lunghi fino a 5 cm prima dell'inizio del trasporto fluviale.
In Svizzera sono stati rinvenuti zirconi di colore dal marrone-rosa al marrone-rossastro di dimensioni fino a 9 cm da pegmatiti di nefelina sul monte Limidario sopra le Centovalli nelle Alpi Ticinesi e del Verbano, alcuni dei quali si trovano in albite tardiva grossolana o biotite contenente apatite, e alcuni al contatto tra albite e nefelina. L'unico zircone proveniente da una fessura alpina in Svizzera è un cristallo di 3,5 mm × 2 mm recuperato dal Rimpfischwäng vicino a Zermatt nel Canton Vallese. Lo zircone è presente anche nel granito del passo del Grimsel, nei Cantoni di Berna e Vallese, nonché nello gneiss del Piz Blas e del Piz Rondadura nella Val Nalps vicino a Sedrun nel Canton Grigioni, in cristalli fino a 1 mm di dimensioni.
In Austria sono noti cristalli di dimensioni fino a 2,5 mm, in particolare dalle fessure nello scisto di anfibolite e biotite del Totenkopf sopra la Stubachtal nel Salisburghese; inoltre dalla "Aigner Alp" presso Schellgaden nel Muhr (distretto di Tamsweg), dalla "Dorfer Alpe" nella Dorferbachtal presso Prägraten am Großvenediger (nella Virgental, Tirolo (Austria)) e dal "Prickler Halt", una cresta tra Ladinger Spitz e Speikkogel sulla Saualpe in Carinzia.
Nel Massiccio Centrale francese, lo zircone è stato trovato in cristalli rosso giacinto o mattone, incolori o gialli fino a 5 mm di dimensioni nei tufi basaltici e nelle sabbie del Riou Pezzouliou vicino al villaggio di Espaly-Saint-Marcel vicino a Le Puy-en-Velay, così come nei duomi di lava trachitica vicino a Clermont-Ferrand (Puy-de-Dôme) entrambi nell'Alvernia-Rodano-Alpi.
In Norvegia, lo zircone è stato trovato principalmente nello "Store Kufjord" (in realtà il nome di un fiordo che taglia in profondità l'isola) e in altre pegmatiti sull’isola di Seiland (contea di Finnmark), circa 50 km a nord di Alta. La pegmatite sienitica nefelinica più ricca di zirconio, lunga 1,5 km e spessa fino a 10 m, si trova sulla sponda orientale dello Store Kufjord e ha prodotto cristalli fino a 15 cm di dimensioni. Altre fonti norvegesi di zircone includono le pegmatiti di sienite nell'area del complesso plutonico di Larvik, nell'area di Langesundsfjord nelle contee di Vestfold e Telemark. Tra i siti più conosciuti ci sono l'isola di Stokkøya, le cave "Tuften", "Granit" e "Almenningen" a Tvedalen, la cava "Saga I" vicino a Mørje, le isole Svenner vicino a Stavern e Husefjell a Vesterøya vicino a Sandefjord. I cristalli di zircone fino a 10 cm di dimensione provengono dalle cave di Hàkestad e Stàlaker vicino a Tjølling. Lo zircone, anch'esso in intercrescite epitassiche con xenotime-(Y), proviene dalla cava di feldspato "Igletjødn" (Igletjern) vicino alla fattoria Hæstad e da altre pegmatiti granitiche sull'isola di Hidra (Hitterø), Vest-Agder, a sud-sudovest di Flekkefjord. La cava "Lindvikskollen", nella pegmatite Lindvikskollen-Kalstadgangen e la miniera di feldspato "Tangen", entrambe vicino a Kragerø, non lontano da Fredrikstad, sono particolarmente note per la varietà di zircone alvite.
Già nel 1826, sulle rive del lago Ilmen sui monti Ilmen vicino a Miass, negli Urali centrali, nell'oblast' di Čeljabinsk (Russia), furono rinvenuti cristalli con aspetto in parte colonnare e in parte piramidale. I cristalli, lunghi fino a 17 cm e spessi 10 cm, provengono da sieniti nefeliniche (miaskiti), pegmatiti miaskitiche in gneiss granitico, pegmatiti in sieniti pirosseniche e pegmatiti granitiche. Uno dei siti più famosi è il sito di scavo "Bljumovskaja kop". Contengono albititi metasomatiche derivate da rocce alcaline di composizione miaskitica. Queste albiti, come quello nella località "Kurochkin Log", producono cristalli di zircone fino a 10 cm di dimensione. Fino alla metà degli anni '90, queste albiti venivano estratte come minerale di pirocloro di zircone.
Nella penisola di Kola (oblast' di Murmansk), due siti in particolare sono di importanza mondiale: il "Picco Marchenko" sul monte Kukisvumchorr nel massiccio del Khibiny e la "Pegmatite nº 24" sul monte Vavnbed nel massiccio del Lovozero. Il primo sito ha prodotto cristalli marroni fino a 5 cm di dimensione, mentre il secondo sito, situato in pegmatiti di albite, ha prodotto cristalli di zircone dipiramidali fino a 9 cm di dimensione.

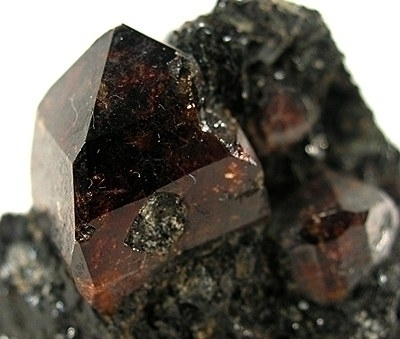
Zircone proveniente da Seiland vicino ad Alta nel Finnmark, Norvegia
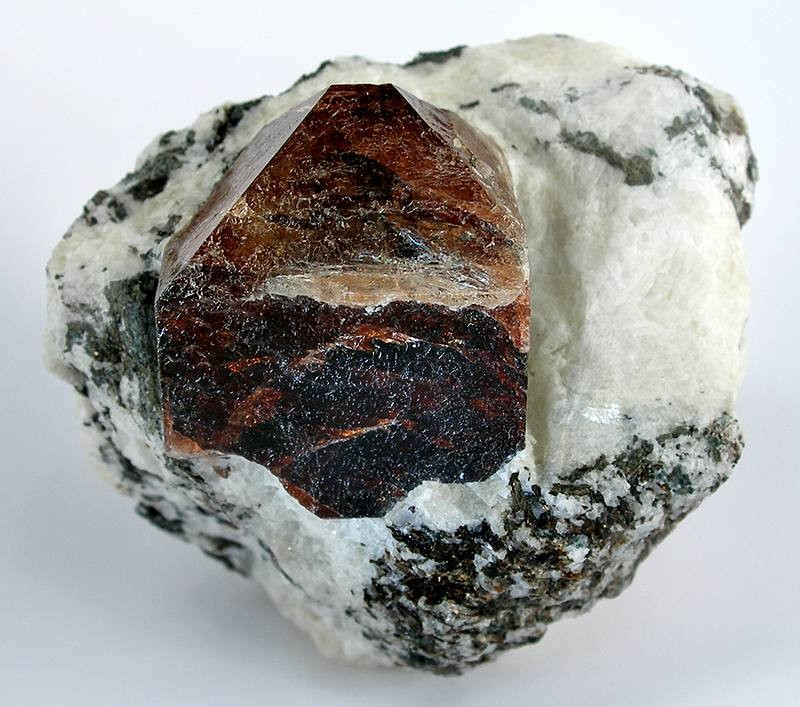
Zircone trovato a Seiland
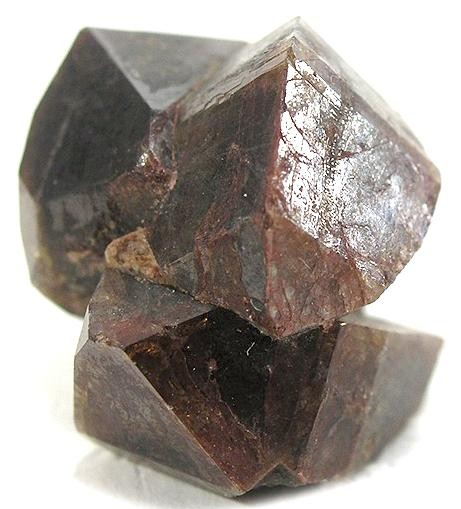
Zircone da Langesundsfjord, Norwegen
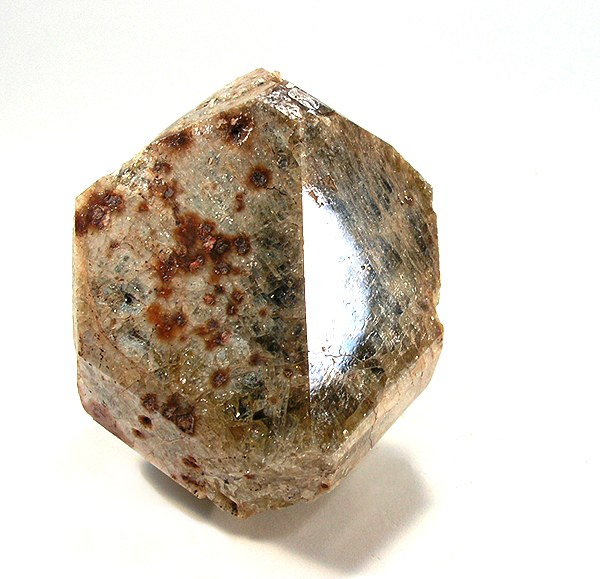
Zircone da Višnevye-Berge (Urali, Russia)
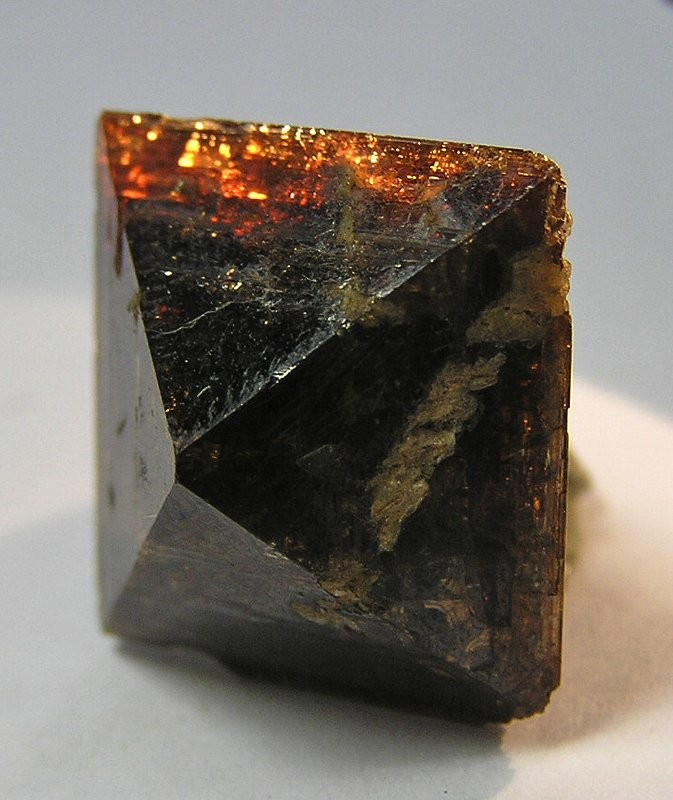
Zircone da Vavnbed, (penisola di Kola, Russia)

### Africa
In Africa, gli zirconi si trovano principalmente nelle pegmatiti e nei placer delle pietre preziose del Madagascar, in particolare nella provincia di Fianarantsoa. Località ben note sono la "miniera di Sakavalana" (che è anche la località tipo per la pezzottaite) non lontano da Mandrosonoro (regione di Amoron'i Mania), e il giacimento di flogopite "Sakasoa" nel distretto di Iakora; altri siti noti si trovano nella regione di Anosy. Tra queste rientrano Itrongay, nel distretto di Betroka, e il distretto di Amboasary-Atsimo. Gli zirconi provengono anche dalle pegmatiti di Ampanobe, nell'omonimo giacimento di pegmatite vicino ad Ankazobe, nell'omonimo distretto della regione di Analamanga.
Un altro giacimento di zirconi famoso in tutto il mondo è la pegmatite alcalina attorno al monte Malosa, vicino a Zomba, sull'omonimo altopiano e nell'omonimo distretto del Malawi. Dal punto di vista geologico appartengono alla provincia le rocce alcaline di Chilwa e sono famose per i loro grandi cristalli di egirina, feldspato e arfvedsonite, nonché per i rari minerali di berillio e terre rare.
Sono stati rinvenuti zirconi anche nei pressi di Imilchil, nell'Alto Atlante, nella provincia di Errachidia, nella regione di Drâa-Tafilalet, tutte in Marocco. I siti di scoperta includono il passo montano Tizi-n'-Inouzane, circa 18 chilometri a sud-est di Imilchil, con cristalli su feldspato di poco meno di un centimetro di dimensione, così come la montagna "Jebel Ewargizen" vicino a Tirrhist. Oltre al granato, all'apatite e alla magnetite, lo zircone si trova anche nelle pegmatiti e nelle episieniti.
Anche in Mozambico esistono numerosi giacimenti di zircone. Tra questi figurano il Monte Salambidua nei pressi di Tete, nella provincia omonima, e la carbonatite di Luicuisse, situata 140 km a nord-est di Lichinga (provincia di Niassa). Tuttavia, lo zircone è molto più comune nei depositi di pegmatiti e tantalio del "Distretto di Alto Ligonha" (provincia di Zambezia). I siti di scoperta includono la pegmatite di Muiâne (miniere di Emdal) e le vicine pegmatiti di Naipa, Maridge, Nanro, Nacuissupa e Nihire, la miniera di "Isabela", la miniera di "Niesse" e il gruppo di pegmatiti di "Muhano-Majamala-Cochiline" così come le pegmatiti di Boa Esperança, Namecuna, Namirrapo e Nuaparra. Nelle località menzionate, lo zircone si trova nelle zone interne delle pegmatiti associato a quarzo, bismuto e vari rappresentanti della serie della columbite – in alcune pegmatiti anche in inter-accrescimenti con xenotime-(Y) o microlito. La varietà di zircone naëgite ricca di ittrio, niobio, tantalio, torio e uranio è stata osservata nella pegmatite di Nuaparra, dove era accompagnata a quarzo, bismuto, torite, rhabdophane e metatorbernite. A Morrua è stata rinvenuta la varietà cyrtolite, ricca di terre rare, uranio e torio, mentre nella zona di Ribaue sono stati identificati zirconi alterati e brunastri della varietà malakon. Alcuni zirconi del distretto di Alto Ligonha, in particolare quelli di Namacotcha, hanno un elevato contenuto di biossido di afnio fino al 32% in peso.

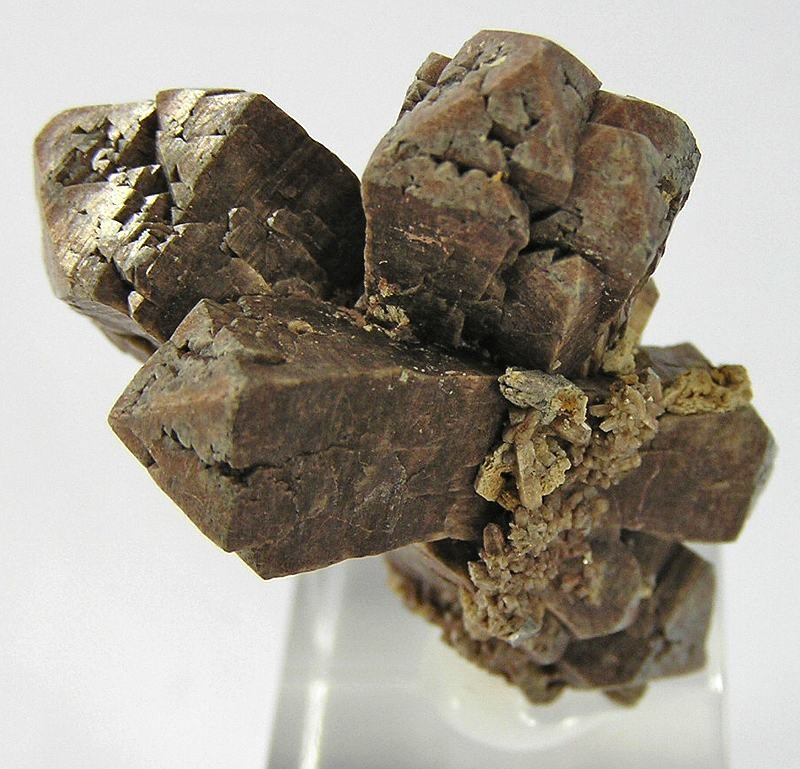
Zircone dal monte Malosa, Malawi
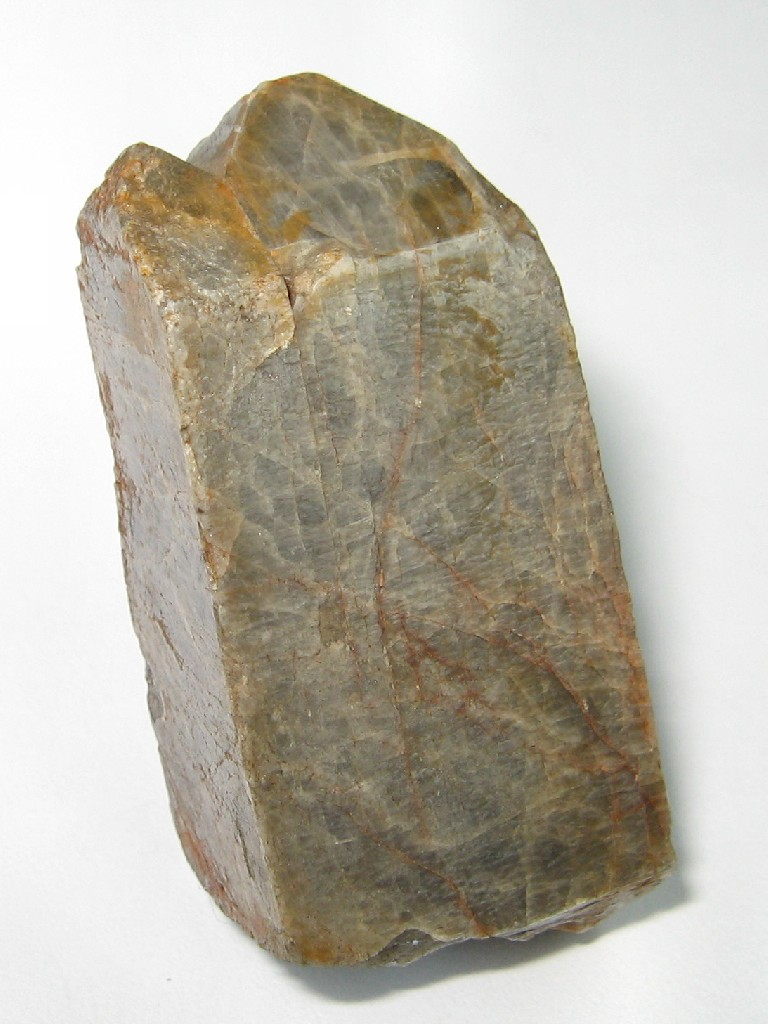
Zircone da Tranomaro, Madagascar

### Asia
In Asia, lo zircone è stato a lungo estratto dai giacimenti di pietre preziose di Ceylon, oggi Sri Lanka, "in quantità considerevoli". I siti sono situati principalmente in un'area relativamente ampia attorno alla città di Ratnapura (che in cingalese si chiama "Città dei gioielli") nella provincia di Sabaragamuwa. Sempre nel distretto di Ratnapura ci sono due siti da cui sono stati estratti cristalli di zircone di dimensioni fino a 10 cm. Si tratta della "Cava di cristalli giganti" vicino a Embilipitiya e delle vene di calcite nello gneiss biotitico altamente metamorfico nelle colline di Katukubura vicino a Kolonne.
In Afghanistan, gli zirconi sono noti principalmente per il giacimento di pegmatite di Dara-i-Pech (valle di Pech), nel distretto di Chapa Dara, provincia di Konar. Le pegmatiti ricche di berillio-niobio-tantalio-litio producono cristalli rossi, dai bordi taglienti, grandi fino a 8 cm e per lo più di forma bipiramidale. Nella valle del Pech si trova anche il sito archeologico di Manogay (Managi). Tuttavia, la roccia madre dei cristalli di zircone in questo caso non è la pegmatite, bensì il marmo proterozoico.
In Pakistan si trovano numerosi siti di zirconi di ottima qualità. Tra questi vi sono il villaggio di Harchu, nel distretto di Astore, 15 km a nord-nordovest di Astore nella valle di Astor; pegmatiti granitiche miarolitiche nella valle di Stak vicino a Stak Nala (nel distretto di Skardu); le pegmatiti granitiche di Chilas, distretto di Diamir, tutte nel Gilgit-Baltistan, così come il monte Zagi, 40 km a nord-nordovest di Peshawar (nel Khyber Pakhtunkhwa). Quest'ultimo sito è un'area di 3 km × 5 km con numerose fessure di tipo alpino.
I cristalli di zircone rinvenuti in Birmania sono per lo più cristalli singoli, occasionalmente idiomorfi, più spesso più o meno arrotolati. Tra queste rientrano l'area mineraria di pietre preziose "Thabeikkyin" a est della città omonima nella zona delle pendici inferiori dell'altopiano di Shan, nonché "Baw-lon-gyi West" vicino alla città di Kyatpyin non lontano da Mogok, entrambe nel distretto di Pyin U Lwin nella regione di Mandalay. Nella zona di quest'ultimo sito, oltre agli zirconi, vengono estratti spinelli, rubini, zaffiri blu e painite da depositi alluvionali ghiaiosi.

### Nord America
Negli Stati Uniti sono note numerose località interessanti per lo zircone, tra cui le pegmatiti di granito nella Carolina del Nord. Una delle più famose è la "Miniera Freeman" o "Miniera di zirconi Meredeth Freeman" vicino a Tuxedo (contea di Henderson), scoperta nel 1869 dal generale Clingman. Clingman ha estratto "1000 libbre" di cristalli di zircone grigio-marrone trovati qui nel giro di in poche settimane. Una pegmatite precedentemente estratta per ricavare la vermiculite nel "Tigerville Prospect", nella contea di Greenville (Carolina del Sud), ha prodotto zirconi di dimensioni fino a 3 cm. Cristalli sottili aghiformi ("cristalli di zircone lunghi fino a 7 1/4 pollici e con un diametro da 1/16 a 1/8 di pollice") sono stati descritti da una pegmatite senza nome vicino a Mellen nella contea di Ashland (Wisconsin). Gli zirconi sono stati trovati anche nei graniti vicino a Haddam (Connecticut), tra cui uno noto come "calyptolite". Secondo George Frederick Kunz, gli zirconi furono trovati come "bellissimi cristalli neri" vicino a Franklin, nella contea di Sussex (New Jersey).
Nello stato di New York è noto da tempo che diversi siti hanno prodotto cristalli di dimensioni maggiori. Allo sbocco dei "Two Ponds" nella contea di Orange, sono stati trovati cristalli lunghi fino a 2 cm insieme a scapolite, pirosseno e titanite; a "Deer Hill" a sud-est di Canterbury, cristalli di colore da rosso-marrone scuro a nero lunghi fino a 3 cm e ad Amity, nella città di Warwick, cristalli bianchi, rosso-marrone e neri. A Diana, nella contea di Lewis, cristalli lunghi fino a 4 cm si sono trovati insieme a titanite e scapolite; nella contea di St. Lawrence con apatite in calcari granulari a "Robinson's" e a Long's Mills nell'area di Hammond, cristalli lunghi fino a 3 cm, così come a Rossie, a Fine ("Fred Scott Farm Pegmatites") e a Pitcairn.
Cristalli rosso-brunastri lucidi e dai bordi affilati, grandi fino a 2 cm, sono stati recuperati dalla "Crystal King Zircon Mine" nel "Wichita Mountains Wildlife Refuge" vicino a Indiahoma (contea di Comanche, Oklahoma). Negli anni '50 e '60, lo zircone veniva estratto nella vicina pegmatite di "Hale Spring". In Colorado, dalla "North Cheyenne Cañon – Helen Hunt Falls Area" vicino a Colorado Springs (contea di El Paso), sono stati trovati cristalli di zircone piramidale lucenti di colore rosso-marrone, rosso carne o verde. Cristalli di zircone piramidali, dai bordi affilati e di colore marrone-rosa, grandi fino a 2 cm, provengono dalla "St. Peters Dome" nel distretto di Cheyenne, sempre nella contea di El Paso. Infine, cristalli prismatici di zircone lunghi fino a 5 cm sono noti nella "località pegmatitica di Pacoima Canyon" nella pegmatite allanitica di Pacoima Canyon (Contea di Los Angeles, California).
Cristalli opachi molto grandi, di colore da brunastro a rosso giacinto, lunghi fino a 30 cm e larghi 10 cm, sono stati trovati insieme ad apatite, titanite, orneblenda e calcite da pegmatiti e sieniti in gneiss di sienite nella località "Kuehl Lake" vicino a Brudenell (contea di Renfrew, Ontario, Canada), 23 km a sud-ovest di Eganville. Il sito è noto fin dai primi anni del 1880. La miniera di Turner's Island, anch'essa nella contea di Renfrew, si trova all'estremità settentrionale di Turners Island nel lago Clear, circa 5 km a est dell'estremità occidentale del lago e 12 km a sud-ovest di Eganville, vicino Sebastopol. È noto fin dal XIX secolo ed è uno dei siti più conosciuti del mondo per via dei cristalli giganti che vi si trovano. Nelle vene che incidono qui lo gneiss orneblenda, è conosciuto un cristallo di zircone lungo circa 30 cm, di un'apatite del peso di circa 315 kg, di un cristallo di titanite lungo anch'esso 30 cm e di cristalli di titanite pesanti fino a 18 kg. Da qui provengono anche cristalli di zircone di diversi centimetri, così come dalla "Silver Crater Mine", nella contea di Hastings. In questa località, che probabilmente rappresenta un'intrusione di carbonatite in anfiboliti di biotite e gneiss sienitizzato, lo zircone è spesso associato alla betafite.
Nella municipalità regionale della contea di Témiscamingue, nel Quebec, il complesso di rocce alcaline metamorfizzate a livello regionale di Kipawa è esposto lungo il lato orientale e le colline del lago Sheffield, contenente vene di pegmatite di eudialite a grana grossa, feldspato, nefelina, agrellite e vari rappresentanti del gruppo della wöhlerite, nonché anfiboliti alcaline e sieniti di nefelina. Qui si trovano cristalli di zircone di dimensioni centimetriche, di colore da beige-rossastro a rosso-marrone, alcuni dei quali sono associati a magnesiocatoforite e/o mosandrite. Infine, nella cava "Poudrette" di Mont-Saint-Hilaire, nella municipalità regionale della contea di La Vallée-du-Richelieu sono stati rinvenuti minuscoli ma perfettamente formati cristalli bipiramidali di colore giallo.

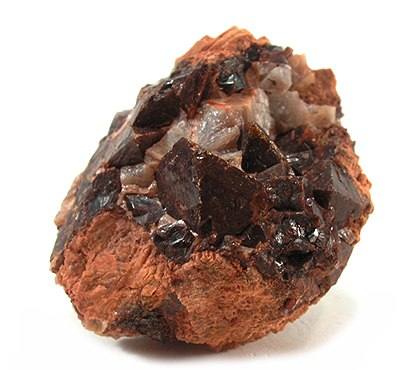
Zircone dalla contea di Comanche, Oklahoma, Stati Uniti
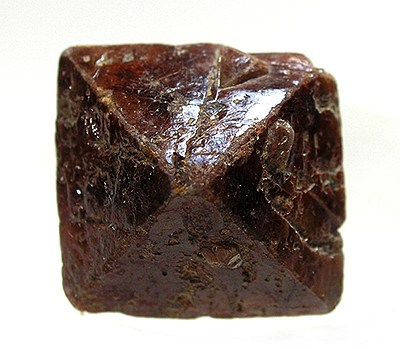
Zircone trovato a Tigerville (Carolina del Sud, Stati Uniti)
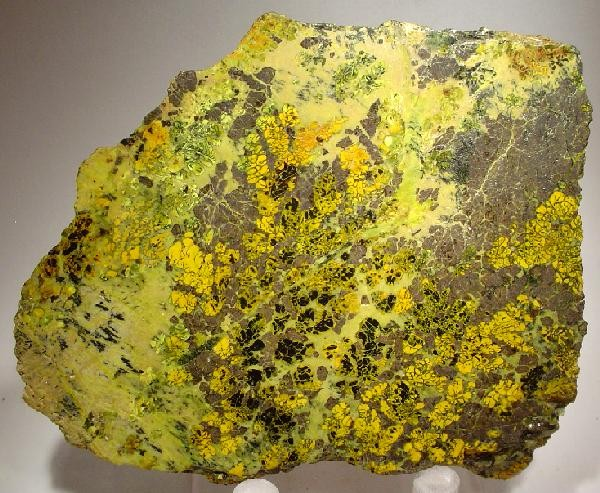
Zircone dalla miniera di "Ruggles" (contea di Grafton, New Hampshire, Stati Uniti)
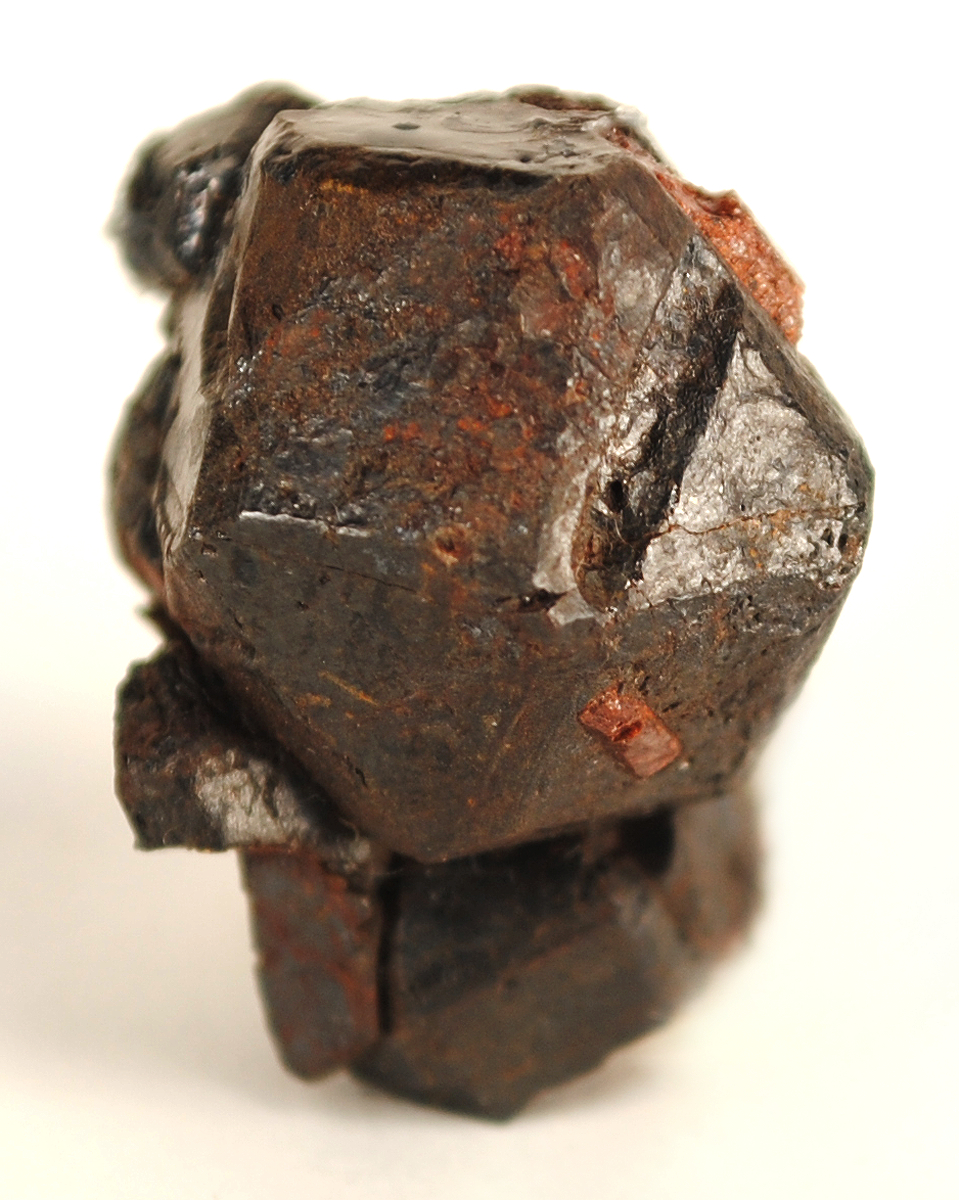
Zircone con betafite dalla "Silver Crater Mine" (contea di Hastings, Canada)
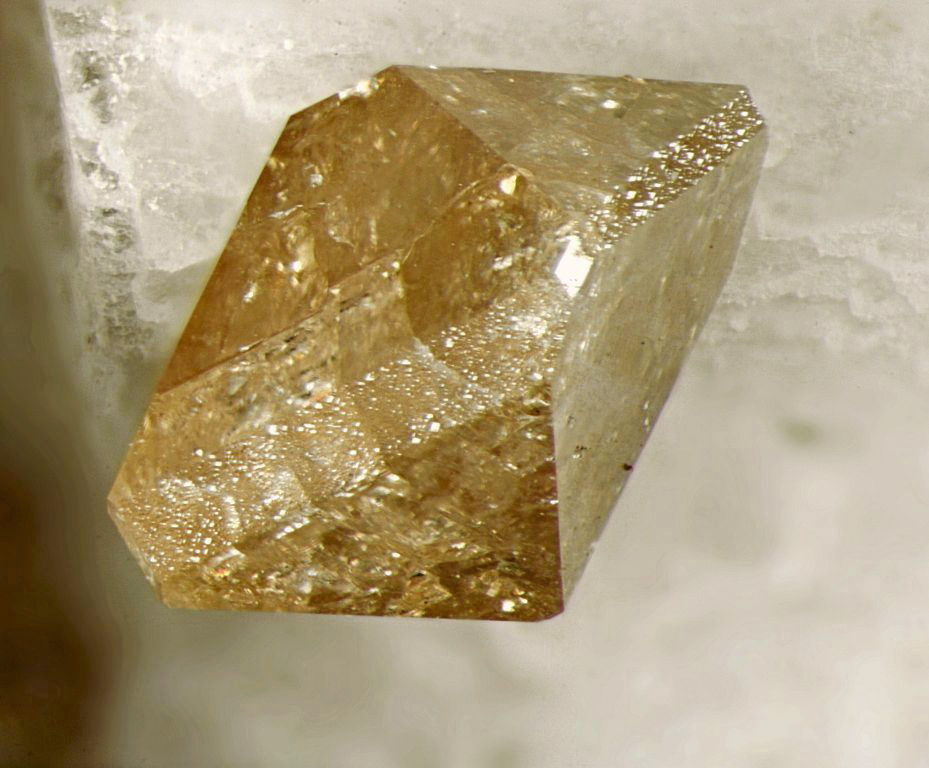
Zircone dalla cava di "Poudrette" (Mont-Saint-Hilaire, Québec, Canada)

### Sud America
In Brasile, cristalli di zircone opachi, di colore da marrone a quasi bianco, grandi fino a diversi centimetri, nonché megacristalli che pesano più di 50 kg, provengono dalle sieniti di nefelina nel complesso di rocce alcaline di Peixe, nello stato di Tocantins.
Il complesso di rocce alcaline di Poços de Caldas nel Minas Gerais ha prodotto, tra le altre cose, cristalli dipiramidali verdastri che si trovano in cavità nella baddeleyite o formano aggregati massicci di caldasite, una miscela di zircone e baddeleyite che si trova solo qui. Lo zircone metamictico in gruppi cristallini fino a 6 cm di dimensione è stato riscontrato nella pegmatite "Alto Assis Moraes" a Santa Luzia (nel Paraíba). Sono state segnalate soluzioni solide di zircone-hafnon color castagna lunghe diversi centimetri nella regione di "Naque" del Minas Gerais.

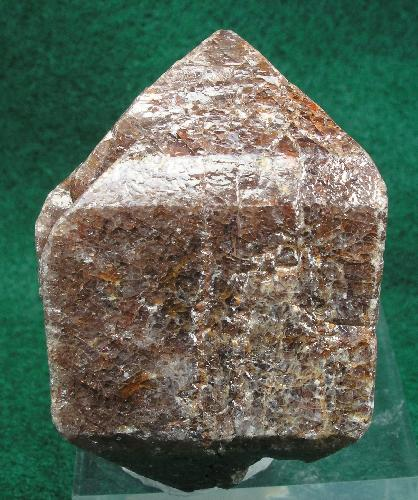
Zircone dal Tocantins (Brasile)
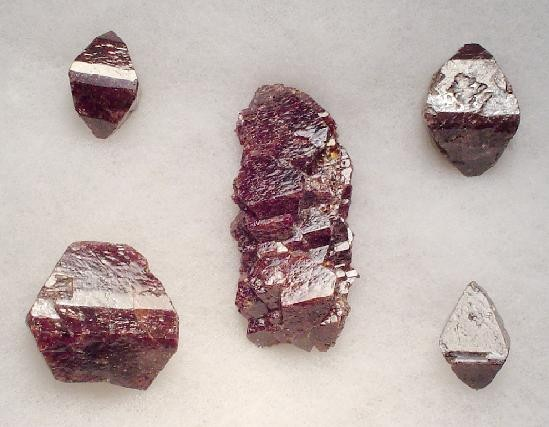
Cristalli singoli di zircone dal Tocantins (Brasile)
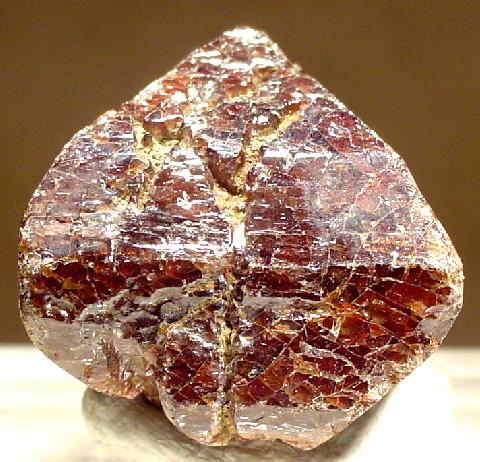
Zircone trovato a Poços de Caldas (Minas Gerais, Brasile)

### Oceania
Uno dei siti con i cristalli di zircone più grandi del mondo è "Mud Tank" nella Central Desert Region (Territorio del Nord, Australia). "Mud Tank" è un giacimento di vermiculite e zircone contenente carbonatite, estratto tramite miniera a cielo aperto. I cristalli di zircone qui rinvenuti possono raggiungere dimensioni fino a 2,5 cm, sono di colore dal miele al marrone cannella, cerosi e spesso presentano aree traslucide.

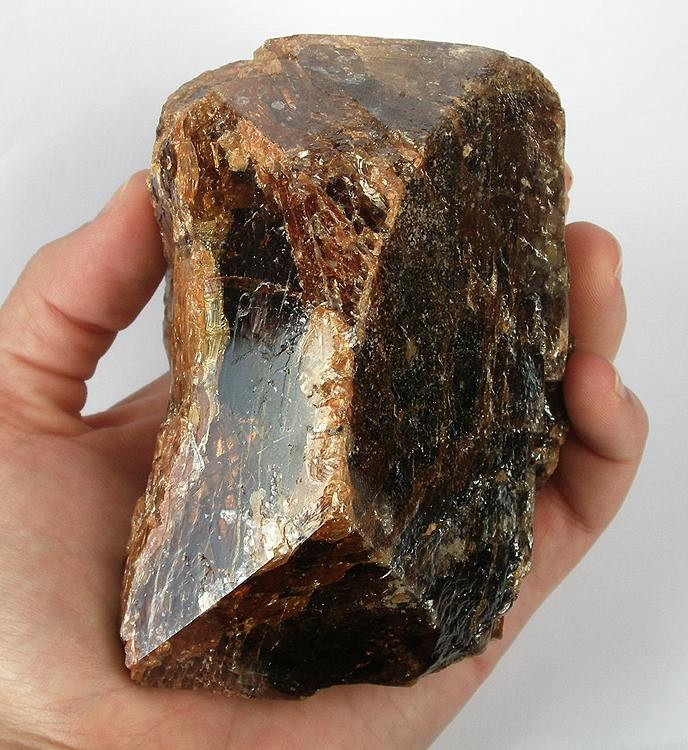
Zircone proveniente da "Mud Tank" (Territorio del Nord, Australia)
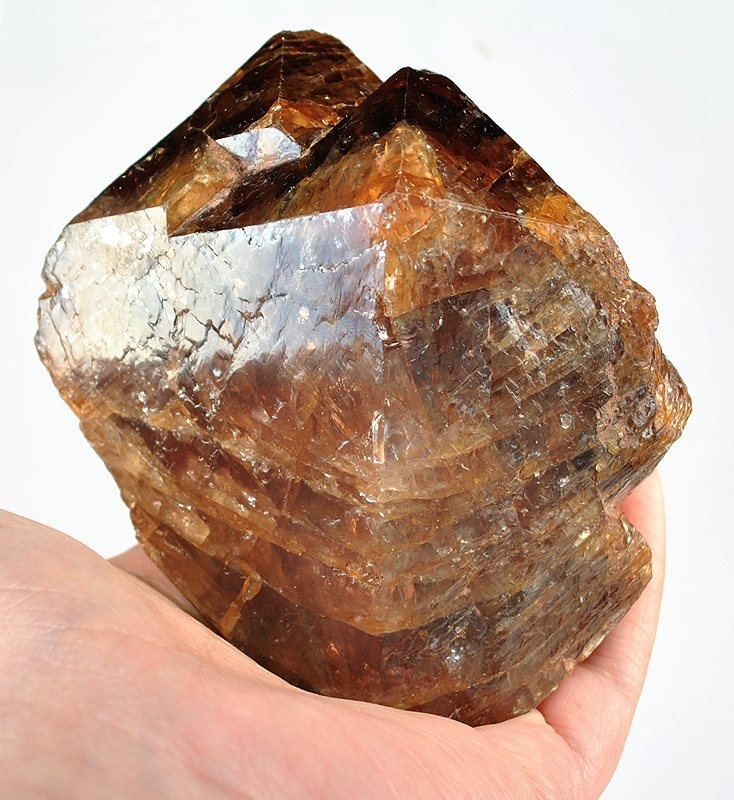
Cristallo color cannella da 1,2 kg da "Mud Tank" (Territorio del Nord, Australia)

Lo zircone viene estratto principalmente in forma laminata in depositi alluvionali – oltre che in Myanmar, Sri Lanka, Australia, Brasile, Madagascar e Mozambico – anche in Cambogia, Thailandia, Corea, Nigeria e Tanzania.
Lo zircone è stato trovato anche in alcuni campioni minerali provenienti dal fondale marino nelle regioni della dorsale medio atlantica e della dorsale indiana sud-occidentale, così come da perforazioni profonde al largo della costa del New Jersey, e in alcuni campioni di roccia provenienti dalla Luna.

## Utilizzi

### Determinazione dell'età in geologia
Con lo sviluppo della datazione radiometrica, gli zirconi sono diventati particolarmente importanti in geocronologia perché contengono tracce dei radionuclidi 235U, 238U e 232Th (da 10 ppm al 5% in peso). Tutti questi isotopi decadono attraverso una serie di decadimenti formando diversi isotopi del piombo. L'età di cristallizzazione di uno zircone può essere determinata misurando i corrispondenti rapporti uranio-piombo o torio-piombo. I rapporti degli isotopi stabili forniscono informazioni sull'ambiente in cui si sono formati i cristalli. Gli zirconi conservano queste informazioni perché sono estremamente resistenti alle influenze geologiche, come l'azione degli agenti atmosferici e persino al metamorfismo delle rocce di alto grado. Ad esempio, gli zirconi del monte Narryer e delle Jack Hills nel Narryer Gneiss Terrane, Yilgarn Craton, nell'Australia Occidentale, che sono i minerali più antichi trovati sulla Terra fino a oggi con 4,404 miliardi di anni, indicano un'esistenza sorprendentemente precoce della crosta continentale e di un oceano liquido. Le Jack Hills si trovano a sud del fiume Murchison, al confine tra la contea di Murchison e la contea di Meekatharra, circa 800 km a nord di Perth. Il minerale più antico datato in Europa è considerato un cristallo di zircone di gneiss di 3,69 miliardi di anni, che si trova nel parco nazionale Øvre Pasvik nella Norvegia settentrionale, non lontano dalla città di Kirkenes (nel comune di Sør-Varanger). Gli zirconi in un campione di roccia lunare (breccia 72215) sono stati datati a 4,417 miliardi di anni fa, indicando un prolungato processo di solidificazione della crosta lunare dopo la formazione della Luna.

### Analisi della provenienza in petrologia sedimentaria
Lo zircone svolge un ruolo importante nell'analisi dello spettro dei minerali pesanti delle rocce sedimentarie. Determinando il modello cristallino e l'habitus cristallino degli zirconi, nonché determinando il loro contenuto di oligoelementi, le aree di incontro dei sedimenti con i loro tipi di roccia possono essere delimitate o addirittura assegnate, e i processi di trasporto, inclusi l'elaborazione, l'abrasione meccanica e gli effetti di smistamento fino all'area di deposizione dei sedimenti possono idealmente essere quantificati.

### Come gemma

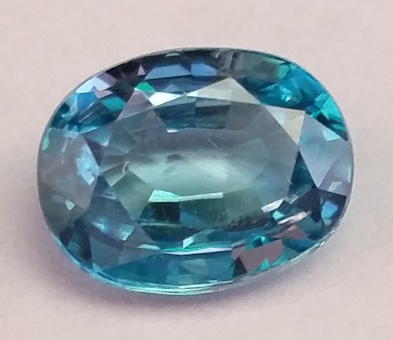
Zircone blu da 3,36 ct (Cambogia), trattato termicamente

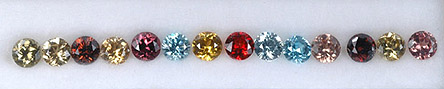
Zirconi sfaccettati di vari colori da 5,5 mm o 13,5 ct provenienti dal Vietnam

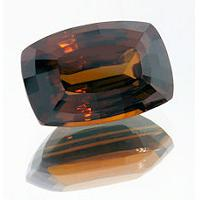
Zircone color miele della varietà giacinto

Grazie alla sua elevata dispersione BG pari a 0,038 (rispetto al diamante: 0,044, allo zircone: 0,066 e al quarzo: 0,013), gli esemplari più grandi sono considerati pietre preziose. Gli zirconi incolori sono solitamente tagliati a brillante, anche le pietre colorate sono tagliate in modo sfaccettato. Il colore degli zirconi marroni, rosso-marrone o torbidi può essere modificato tramite trattamento termico. Gli zirconi colorati diventano incolori o gialli o giallo-rossastri quando vengono ricotti in condizioni ossidanti (850–900 °C). Quando il calore viene applicato in condizioni riducenti (900–1000 °C), si formano cristalli blu. Per i profani è difficile distinguere lo zircone incolore dal diamante, poiché entrambi i minerali hanno brillantezza e dispersione comparabili. Queste proprietà hanno dato origine al nome diamante Matara. Tali zirconi incolori trovati in Sri Lanka erano considerati diamanti inferiori nel XIX secolo. Anche i profani potrebbero confondere lo zircone blu con lo spinello. Esistono vari nomi commerciali per gli zirconi colorati. Ratanakiri (termine cambogiano che significa "montagna di pietre preziose"), è il nome dato agli zirconi blu della provincia di Preah Vihear in Cambogia. Il termine starlite è stato utilizzato anche per nominare una varietà di zircone che acquisisce una tonalità blu cuocendo altri zirconi ad alte temperature. Gli zirconi di Kaduna provengono dalla Nigeria e sono caratterizzati da un colore giallo miele. Tuttavia, i colori ottenuti tramite cottura non sono sempre permanenti: le radiazioni ultraviolette e/o la luce solare diretta possono causare cambiamenti nel colore.
Uno degli zirconi tagliati più grandi conosciuti è conservato presso lo Smithsonian Institution: è di colore marrone e pesa 105,80 carati.
È possibile fare la seguente classificazione:
- zircone alto: è incolore, azzurro, blu (starlite), arancio, rosso (giacinto). L'indice di rifrazione è molto alto, vicino al 2,0 e così pure la birifrangenza (0,059) osservabile normalmente anche ad occhio nudo; la dispersione si avvicina a quella del diamante essendo 0,039-0,039; la sua durezza è di 7,25-7,5.[91]
- zircone intermedio: è verde, verde-giallo, spesso a zone. L'indice di rifrazione è leggermente inferiore rispetto allo zircone alto: 1,83-1,89 e la sua durezza è pari a 7.[91]
- zircone basso: è verde-giallastro, verde-bruno, raramente giallo-aranciato. La rifrazione è ancora più bassa: 1,78-1,81 e la durezza varia da poco meno di 6 a 6,5.[91]

### Altri usi
Lo zircone è il minerale più importante sia per lo zirconio che per l'afnio. Lo zirconio viene utilizzato come lega metallica (ferrocirconio) e, sotto forma di lega resistente alla corrosione Zircaloy, come materiale per reattori. Qui viene utilizzato come materiale di rivestimento per le barre di combustibile grazie alla sua bassa sezione d'urto di cattura dei neutroni. Le leghe di zirconio-niobio presentano proprietà superconduttrici e la maggior parte delle superleghe a base di nichel e cobalto contiene tra lo 0,03 e il 2,2% di zirconio. I vetri in fluoruro di zirconio hanno una permeabilità agli infrarossi estremamente elevata e vengono pertanto utilizzati nella tecnologia delle fibre ottiche. Il vetro zircone viene utilizzato per racchiudere i rifiuti radioattivi per lo stoccaggio finale. Secondo le ricerche, i contenitori possono resistere alle radiazioni per circa 2000 anni. Tuttavia, gli scienziati guidati da Ian Farnan del "British Cambridge Nuclear Energy Centre" presso l'Università di Cambridge hanno scoperto in esperimenti che la durata prevista del vetro di zirconio contro l'isotopo di plutonio 239Pu è di soli 210 anni circa.

#### La zirconia
La zirconia ricavata dallo zirconio è un singolo cristallo di ossido di zirconio(IV) prodotto artificialmente che è stato stabilizzato nella fase cubica ad alta temperatura ed è spesso utilizzato come imitazione economica del diamante per la gioielleria. La zirconia è difficile da distinguere visivamente dai diamanti: a questo scopo viene sfruttata la diversa conduttività termica delle due sostanze. Mentre i diamanti sono ottimi conduttori di calore, la zirconia è particolarmente scarsa nel condurre il calore; altre differenze rispetto al diamante, che possono essere determinate utilizzando metodi di misurazione non distruttivi, sono la diversa rifrazione della luce (indice di rifrazione della zirconia: 2,18; del diamante: 2,42), la dispersione (zirconia: 0,066; diamante: 0,044) e la densità (zirconia: 5,8 g/cm³; diamante: 3,5 g/cm³). L'ossido di zirconio (ZrO2) stabilizzato viene prodotto in varie forme e dimensioni. Poiché il composto ZrO2 ha un punto di fusione estremamente elevato, per produrre materiali resistenti alle sollecitazioni meccaniche, agli acidi e altamente refrattari si utilizzano mattoni colati in zircone policristallino o crogioli in zirconia. Tali ceramiche di ossido altamente refrattarie presentano solo bassa conduttività termica e bassa dilatazione termica.
Nell'industria chimica, lo zirconio viene utilizzato nella fabbricazione di filiere, tubi, agitatori, valvole e scambiatori di calore. Insieme all'ossido di alluminio o al corindone, lo zirconio viene utilizzato come sabbia da formatura nelle fonderie, nell'industria del vetro e come abrasivo. Le ceramiche porose a base di ZrO2 sono eccellenti isolanti termici: ad esempio, vetri ad alta temperatura e metalli con un elevato punto di fusione possono essere fusi in contenitori in zirconia. La zirconia viene utilizzata anche per produrre crogioli e materiali resistenti all'abrasione, come sovrastrutture per impianti dentali e strutture per corone/ponti dentali.
Infine, la zirconia viene utilizzata anche sotto forma di fibre policristalline per il rinforzo di materiali compositi e in generale per materiali isolanti ad alta temperatura. Le principali applicazioni delle fibre di ZrO2 sono forni ad alta temperatura e barriere termiche in razzi, navette spaziali e rampe di lancio. I forni da laboratorio ad alta temperatura isolati con tali fibre possono essere riscaldati molto rapidamente e poi raffreddati di nuovo altrettanto rapidamente. Le fibre di vetro "Cemfil", sviluppate per la produzione di cemento rinforzato con fibre di vetro, contengono un'elevata percentuale di zirconio e sono quindi particolarmente resistenti agli alcali. Sebbene queste fibre non raggiungano gli stessi effetti di rinforzo dell'amianto, sono buoni materiali sostitutivi delle fibre di amianto perché sono innocue.
Altri composti di zirconio vengono utilizzati per le smalti nell'industria della ceramica e delle vetrine. Tra i prodotti ceramici speciali realizzati con zirconio rientrano la porcellana di zirconio, la steatite di zirconio, le smaltature di zirconio e gli smalti di zirconio. La fiamma prodotta dalla combustione dello zirconio ha una temperatura di 4660 °C ed emette una luce bianca pura, simile a quella del Sole. Per questo motivo lo zirconio viene utilizzato nelle lampade flash, nei fuochi d'artificio e nelle munizioni traccianti. Anche i generatori di gas degli airbag e i pretensionatori delle cinture di sicurezza contengono zirconio.

### Lo zircone e la medicina
Nella letteratura scientifica popolare, lo zirconio viene talvolta erroneamente indicato come un materiale moderno ad alte prestazioni nella medicina ricostruttiva, in particolare in odontoiatria. Tuttavia, di solito non si fa riferimento allo zircone silicato definito dalla sua formula chimica ZrSiO4, bensì al biossido di zirconio ZrO2 con piccole aggiunte di ossido di ittrio (Y2O3) per ottimizzare le proprietà del materiale. Lo zirconio silicato, invece, non viene utilizzato in medicina ricostruttiva.
L'uso del giacinto come pietra curativa è documentato, tra le altre cose, negli scritti di medicina e scienze naturali della monaca medievale e studiosa universale Ildegarda di Bingen. Si dice che, a seconda delle regole d'uso prescritte, sia in grado di curare problemi di vista, occhi annebbiati e dolori agli occhi, febbre, problemi cardiaci e pazzia causati dalla magia diabolica. Inoltre, attraverso il suo calore interiore, egli può spegnere il "fuoco del sangue" (ossia la libido) nell’uomo e nella donna.
Tuttavia, il giacinto descritto da Ildegarda di Bingen non corrisponde alla varietà di zircone di colore giallo-rosso o marrone conosciuta oggi con questo termine, anche se ciò viene falsamente affermato in molte pubblicazioni esoteriche attuali. Nella parola di origine greca, ὐάκινθος ('hyacinthus') è il nome di una tonalità di blu e del genere di fiori con lo stesso nome. Il giacinto storico era quindi una pietra blu:
(Plinio il Vecchio, Naturalis historia XXVII)
e quindi un'acquamarina, uno zaffiro o una turchese.
Tuttavia, gli esoteristi odierni ritengono lo zircone un'importante pietra curativa, che sostengono essere in grado di eliminare le vene varicose e le vesciche sulle gambe e sui piedi, nonché di curare le malattie dei testicoli; tali posizioni non hanno riscontri scientifici.
Inoltre, secondo Uyldert (1983) è assegnata a Giove come pietra planetaria nella varietà giacinto e secondo Richardson e Huett (1989) come zircone a Plutone. Come pietra amuleto, lo zircone è associato al segno zodiacale della Vergine e come pietra portafortuna è associato a dicembre.

## Parametri chimico-fisici
- Indici di rifrazione:
  - ω:1,84-1,92[7]
  - ε:1,85-1,99[7]
  - Zircone alto: 1,92-1,98[98]
  - Zircone basso: 1,78[98]
- Fluorescenza: molto debole[98]
- Dispersione: 0,039[98]
- Pleocroismo: debole[3], molto debole nelle varietà incolore[98]
- Dicroismo: e:w: Incolore[4]
- Peso molecolare: 190,31[4]
- Indice di fermioni: 0,03[4]
- Indice di bosoni: 0,97[4]
- Fotoelettricità: 132,43 barn/elettrone[4]
- Dispersione: molto forte[3]
- Massima birifrangenza: δ:0,055[3]
- Radioattività[4]: GRapi: 3773,15 (Gamma Ray American Petroleum Institute Units)
  - Concentrazione di unità GRapi nello zircone: 265,03 (PPM)